# Herpsilochmus
Herpsilochmus (miersluipers) is een geslacht van vogels uit de familie Thamnophilidae (miervogels). Het geslacht telt zeventien soorten.

## Soorten
De volgende soorten zijn bij het geslacht ingedeeld:
- Herpsilochmus atricapillus  – Zwartkopmiersluiper
- Herpsilochmus axillaris  – Geelborstmiersluiper
- Herpsilochmus dorsimaculatus  – Vlekrugmiersluiper
- Herpsilochmus dugandi  – Dugands miersluiper
- Herpsilochmus frater  – Noordelijke roodvleugelmiersluiper
- Herpsilochmus gentryi  – Antieke miersluiper
- Herpsilochmus longirostris  – Langsnavelmiersluiper
- Herpsilochmus motacilloides  – Roombuikmiersluiper
- Herpsilochmus parkeri  – Grijskeelmiersluiper
- Herpsilochmus pectoralis  – Borstbandmiersluiper
- Herpsilochmus pileatus  – Bahiamiersluiper
- Herpsilochmus praedictus  – Voorspelde miersluiper
- Herpsilochmus roraimae  – Roraimamiersluiper
- Herpsilochmus rufimarginatus  – Zuidelijke roodvleugelmiersluiper
- Herpsilochmus stictocephalus  – Todds miersluiper
- Herpsilochmus sticturus  – Vlekstaartmiersluiper
- Herpsilochmus stotzi  – Aripuanamiersluiper